# Otto Wiener
Pour les articles homonymes, voir Wiener.
Otto Wiener, né le 15 juin 1862 à Karlsruhe et mort le 18 janvier 1927 à Leipzig, est un physicien allemand.

## Biographie
Otto Wiener est le fils du mathématicien Christian Wiener. 
Il obtient son doctorat en 1887 à l'Université de Strasbourg titré Über die Phasenänderung des Lichtes bei der Reflexion und Methoden zur Dickenbestimmung dünner Blättchen, sous la direction d'August Kundt.
Il se fait connaître grâce à la preuve expérimentale des ondes lumineuses stationnaires. En 1890, il réussit à déterminer la longueur d'onde de la lumière.
À partir de 1895, il est professeur à l'Université de Giessen. En 1899, il arrive à l'Institut de physique de l'Université de Leipzig, où il succède à Gustav Wiedemann. Dans sa conférence académique inaugurale à Leipzig de 1900, il place la théorie physique dans le contexte de la théorie de l'évolution. Avec la formule de l'expansion de nos sens, il a anticipé une thèse principale de la théorie des médias de Marshall McLuhan.
Entre 1901 et 1904, un nouvel Institut de Physique de l'Université de Leipzig est construit sous la direction de Theodor Des Coudres et Otto Wiener
Il conçoit un cinématographe théorique, avec lequel il reprend la théorie des illusions intérieures et des symboles de Heinrich Hertz.
La tombe d'Otto Wiener au cimetière du Sud de Leipzig.

## Expériences des ondes stationnaires lumineuses

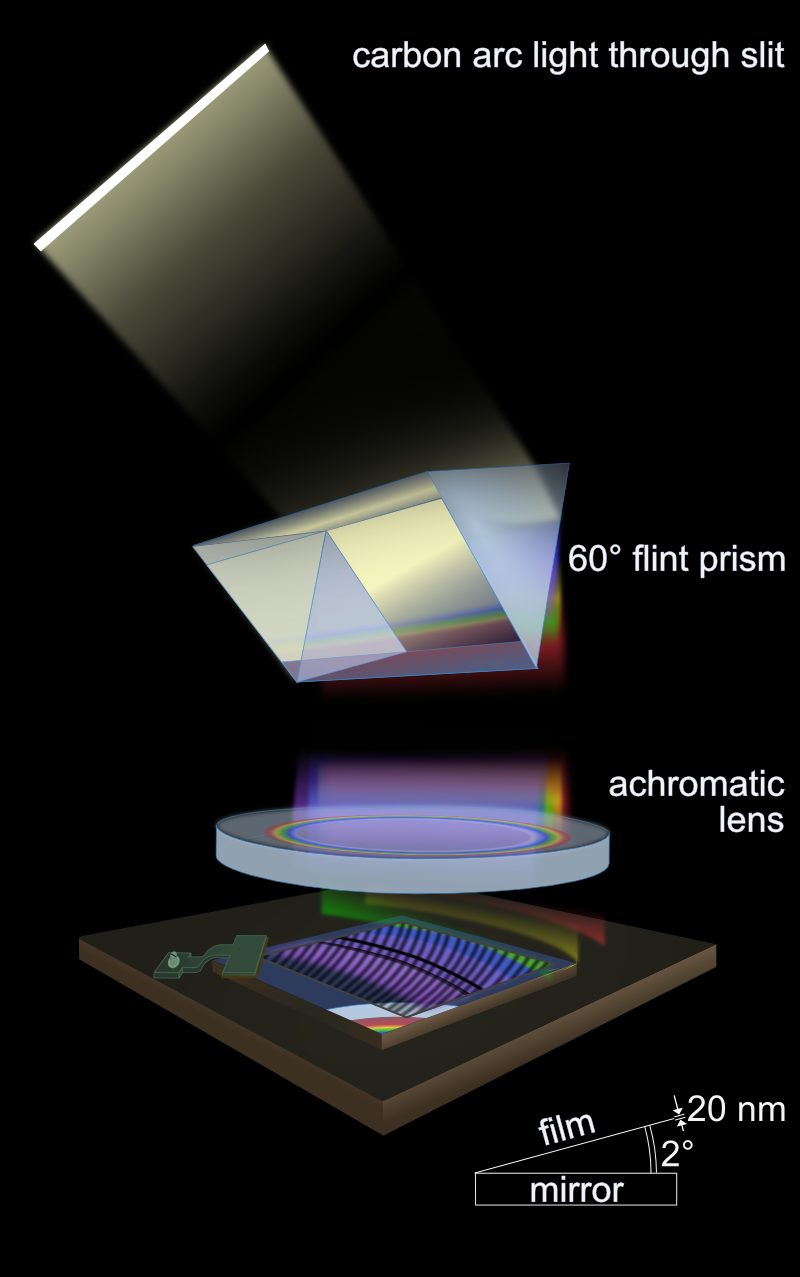
llustration schématique du dispositif expérimental décrit dans l'article "Stehende Lichtwellen und die Schwingungsrichtung polarisirten Lichtes" d'Otto Wiener en 1890

La renommée d'Otto Wiener est principalement due à l'expérience où il a visualisé des ondes lumineuses dans des conditions stables. Bien que cela puisse être considéré comme équivalent à la détection des ondes radio par Hertz, leur intention diffère. Hertz vise à valider la théorie de Maxwell, tandis que le but de Wiener est de déterminer le plan de vibration des ondes lumineuses, telles qu'elles étaient conçues dans la théorie mécanique. Notons que les deux scientifiques, comme la plupart de leurs contemporains, supposent l'existence de l'éther.

### Description de l'expérience de 1890
La lumière est obtenue à partir d'une lampe à arc au carbone, pénétrant dans la chambre noire par une fente. Ensuite, elle est filtrée à travers un prisme, éliminant la majeure partie du côté rouge du spectre. Une lentille achromatique focalise un faisceau lumineux légèrement convergent de 8 mm de large à 220 mm de l'objectif, la lumière frappe perpendiculairement un miroir en argent poli. La lumière monochromatique se traduit par une longueur d'onde uniforme, d'où un motif régulier d'ondes stationnaires, parallèle à la surface du miroir. Le film orthochromatique de Wiener est transparent et mince, environ 20 nm par interférence, ce qui est bien inférieur à la longueur d'onde (le doublet de sodium est à environ 589 nm). Il a été posé sur le miroir, sur une tranche de gel tout aussi fine. Ainsi, en appliquant une pression sur une seule face du film, Wiener pouvait légèrement l'incliner de manière à lui faire traverser plusieurs ondes stationnaires. Les ondes stationnaires sont révélées en exposant le film pendant 20 à 35 minutes,.

### Relation avec laphotographie interférentielle
Une expérience photographique pour valider la théorie de Fresnel avait déjà été suggérée par Wilhelm Zenker. La proposition de Zenker n'abordait cependant pas l'épaisseur du film, en exposant un film plus épais, à observer par réflexion plutôt que par transparence, Gabriel Lippmann découvre la photographie couleur interférentielle en 1891, Il reçoit le prix Nobel de physique 1908 pour cette invention. Wiener a ensuite contribué à la théorie de Lippmann,.